# Христо Българиев
Христо Българиев е български индустриалец.

## Биография
Роден е през 1862 г. в Габрово. Завършва четвърто огделение. Работи като търговец, притежава кланица в квартал Лъката в Габрово. Произвежда и търгува със салами, пастърма, суджуци. Акционер е в чорапената фабрика „Звезда" в Габрово, както и акционер и член на Управителния съвет на „Принц Кирил“ АД. Женен е за Минка Българиева, от която има пет деца: Пенчо, Христо, Васил, Донка и Пенка. Умира през 1927 г. в Габрово.